# Casa Grande (Braga)
 (septembre 2024).
Pour les articles homonymes, voir Casa Grande.
La Casa dos Cunha Reis, également appelée Casa Grande, est située dans la ville de Braga, district du même nom, au Portugal.
Il s'agit d'un manoir (solar), classé Immeuble d'Intérêt Public depuis 1977.

## Histoire
Il a été construit au XVIIIe siècle constituant l'une des différentes marques de pouvoir qu'au fil des siècles les doyens de la cathédrale de Braga ont imprimées à la ville. 

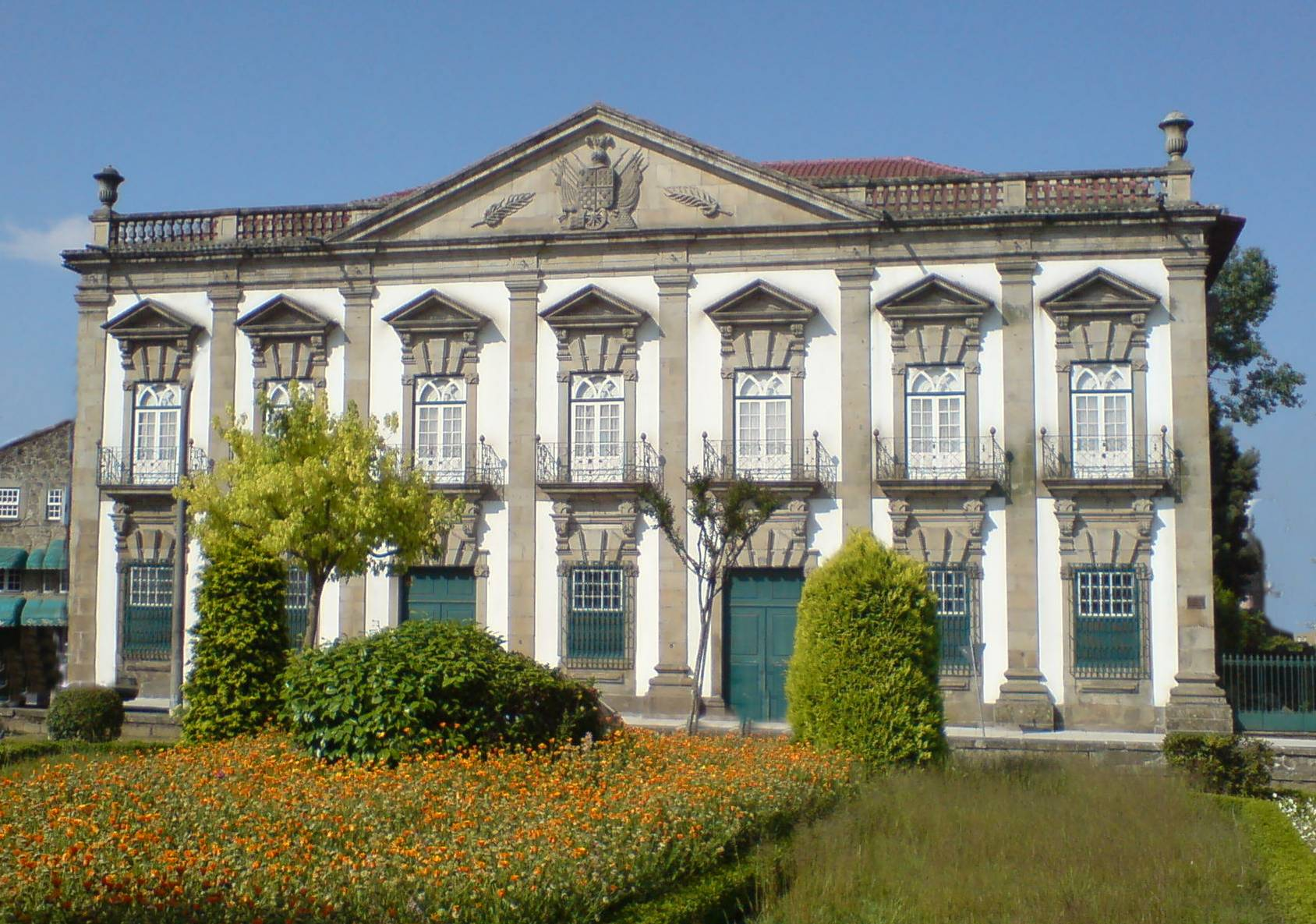